# Soltasbruxa
Soltasbruxa (estilizado como SOLTASBRUXA ou #SOLTASBRUXA) é o álbum de estreia da banda brasileira Francisco, el Hombre, lançado em 2 de setembro de 2016. O álbum foi quase todo produzido por Zé Nigro e pela própria banda no Estúdio Navegantes em São Paulo, São Paulo. O single "Calor da Rua" foi produzido por Curumin, que apresentou a banda a Nigro. O álbum traz participações de Liniker e Apanhador Só.
O evento de lançamento do disco foi na Audio, em São Paulo, num show com a banda argentina Onda Vaga. Apresenta letras com comentários políticos e sociais, além de uma instrumentação mais voltada para o rock, em comparação ao folk do EP anterior, La Pachanga!.

## Conceito e composição
Sobre a mudança das temáticas das letras do álbum em comparação ao EP La Pachanga!, de 2015, o vocalista e percussionista Sebastián Piracés-Ugarte diz:
| “ | La Pachanga! pinta essa imagem de que somos uma banda bonitinha, dançante, quase inofensiva, sabe? E estamos longe disso. Na verdade, somos muito mais que isso. Estamos explorando a pluralidade do que somos e observamos na sociedade. Está intenso, agressivo, bravo e triste. Sinceramente, acho que ninguém espera que sigamos esse caminho. Em vez de tentar dar uma cara atemporal, decidimos encarar o agora. E política faz parte de quem somos, mas no La Pachanga! isso ficou escondido. A gente se considera de esquerda e não concorda com muito do que o PT fez. Só que, frente às movimentações de direita, não tem como ser condescendente, principalmente com o impeachment. | ” |

A vocalista e percussionista Juliana Strassacapa reverberou tais palavras em outra entrevista. O vocalista, violonista e irmão de Sebastián, Mateo, afirmou ainda:
| “ | (...) se for pra fazer um disco, vamos imaginar que é um disco final. Vamos fingir que é o último disco. Não porque a gente vai acabar a banda depois, mas porque, se não tiver amanhã, o que a gente quer representar? O que a gente viveu? O que a gente quer sentir se, na estrada, bater um caminhão na gente em mão dupla, morrer... o que a gente tem aqui? | ” |

Para os membros, sempre houve uma intenção por parte da banda de expressar mensagens com maior viés político, mas ainda não haviam encontrado uma forma nem um momento para isso. Sobre o título do disco, Mateo afirmou que "temos uma pegada política, somos Terceiro Mundo, nascemos perdendo, mas nascemos para gritar, por isso o disco se chama Soltasbruxa, queremos que a galera exploda no show, não apenas se divirta". Em outra entrevista, ele complementou:
| “ | Tem também uma outra frase, do Eduardo Galeano no As Veias Abertas da América Latina, em que ele fala que a divisão internacional do trabalho consiste em que alguns países se especializam em ganhar e outros se especializam em perder. A gente é América Latina, a gente se especializou em perder. Em entregar toda a nossa riqueza para eles processarem a nossa riqueza, ter uma dívida externa absurda, enfim… a gente se especializou em perder, então, também tem que se especializar em gritar. O disco de certa maneira é um grito. Por isso que é SOLTASBRUXA. No show, eu não quero que a galera dance e fique feliz. Eu quero que a galera exploda, se liberte... | ” |

Algumas das faixas foram criadas a partir do zero por todos os membros ao mesmo tempo, como "Triste, Louca ou Má", "Bolso Nada" e "Tá Com Dólar, Tá Com Deus”. A maior parte é cantada totalmente em português, exceto "Como una Flor", "Primavera" e "Sincero", com trechos em espanhol. Perguntado sobre o motivo do enfoque na língua portuguesa, Mateo explicou:
| “ | Nosso público maior está no Brasil e eu quero ser entendido. Cantar em espanhol era uma contestação à lógica imperialista de cantar em inglês no nosso continente. (...) Porém mesmo o espanhol não transmitiu a mensagem que queria passar quando cantávamos na Barra do Rio Mamanguape, na Paraíba, para uma trupe de pescadores. Ou então para a família do interior de Joinville que nos convidou para seu aniversário. Ou então para a galera que estava passando na frente da passagem de som de um festival em Uberlândia. | ” |

Segundo Sebastián, a divisão foi feita de forma a ter "um começo tenso, pesado, denso, que vai se transformando em algo mais leve à medida que naturalizamos o aprendizado, mas que tem um final forte para nos lembrar de que temos muito que aprender pela frente".

## Informação das faixas
Algumas faixas tratam de temas relacionados ao feminismo, como o single "Calor da Rua", que aborda a violência doméstica enraizada na sociedade; e "Triste, Louca ou Má", que questiona os papéis das mulheres na sociedade e traz a participação de Salma Jô (Carne Doce), Helena Macedo, Labaq e Renata Éssis. Juliana, única mulher do grupo, disse que, com esta formação, "se faz necessário trazer ao nosso cotidiano discussões sobre o machismo e a violência de gênero". Ambas receberam vídeos promocionais. "Triste, Louca ou Má" figurou na trilha sonora da novela da Rede Globo O Outro Lado do Paraíso, sendo usada como encerramento do segundo capítulo, em que a protagonista Clara (Bianca Bin) é estuprada pelo próprio marido Gael (Sérgio Guizé) na noite de núpcias deles. Em 2017, a faixa foi indicada ao Grammy Latino de 2017 de Melhor Canção em Língua Portuguesa.
"Bolso Nada", com a participação de Liniker e os Caramelows, faz uma crítica ao deputado federal Jair Bolsonaro, sem citar seu nome explicitamente. Menos especificamente, queriam criticar "esses políticos que pensam que bandido bom é bandido morto e que existe cura gay".
"Tá Com Dólar, Tá Com Deus" é uma sátira aos "valores agregados ao dia a dia". Em ritmo de marchinha de carnaval, a faixa fala da crise econômica que o Brasil enfrenta à época do lançamento do álbum e da "desvalorização da vida perto da valorização monetária". A canção tem a participação da banda Apanhador Só, que o quinteto hospedou em Campinas durante uma turnê. Segundo Sebastián, a faixa foi composta em menos de 30 minutos com base em um refrão que já tocavam em ensaios no início de 2016.

## Faixas
| N.º            | Título                                                                    | Duração |  |
| 1.             | "Soltasbruxa" (com Salma Jô e Rodrigo Qowasi)                             | 1:41    |  |
| 2.             | "Calor da Rua"                                                            | 3:21    |  |
| 3.             | "Bolso Nada" (com Liniker e os Caramelows)                                | 4:26    |  |
| 4.             | "Primavera"                                                               | 3:34    |  |
| 5.             | "Não Vou Descansar"                                                       | 1:16    |  |
| 6.             | "Triste, Louca ou Má" (com Salma Jô, Helena Macedo, Labaq e Renata Éssis) | 4:25    |  |
| 7.             | "..."                                                                     | 0:52    |  |
| 8.             | "Tá Com Dólar, Tá Com Deus" (com Apanhador Só)                            | 2:51    |  |
| 9.             | "Como Una Flor"                                                           | 3:59    |  |
| 10.            | "Sincero"                                                                 | 4:02    |  |
| 11.            | "Lobolobolobo!"                                                           | 0:25    |  |
| 12.            | "Axé e Auê Sem Fuzuê"                                                     | 3:59    |  |
| 13.            | "Muro em Branco"                                                          | 3:21    |  |
| Duração total: | Duração total:                                                            | 38:18   |  |

## Créditos
Francisco, el Hombre
- Sebastián Piracés-Ugarte - vocal, percussão e violão
- Mateo Piracés-Ugarte - vocal e violão
- Juliana Strassacapa - vocal e percussão
- Andrei Martinez Kozyreff - guitarra
- Rafael Gomes - baixo, vocal de apoio

Músico de apoio
- Giovani Loner, Danilo Ciolfi, Anderson Menezes - sopros

Pessoal técnico
- Zé Nigro e Francisco, el Hombre - produção
- Gustavo Lenza - mixagem
- Felipe Tichauer - masterização
- Curumin - produção em "Calor da Rua"
- Fernando Narcizo - mixagem em "Calor da Rua"
- Amanda Paschoal - arte